# Bleggul kløver
Bleggul kløver (Trifolium ochroleucum) er en staude med en busket vækst og lysegule blomsterhoveder. Planten er tørketålende og rigt blomstrende, og derfor bruges den af og til i stenbede eller tørre blomsterenge.

## Beskrivelse
Bleggul kløver er en flerårig, urteagtig plante med en krybende til opstigende, busket vækst. Skuddene udspringer af den forveddede rodhals, og de er forholdsvis tynde, runde i tværsnit og behåret i totter. bladene sidder spredt, og de er trekoblede med lancetformede småblade og hel til svagt tandet rand. Begge bladsider er friskgrønne og dækket af silkefine hår. 
Blomstringen foregår i juni-juli, hvor man finder blomsterne samlet i endestillede, ægformede eller næsten cylindriske hoveder. De enkelte blomster er uregelmæssige (typiske ærteblomster) med lysegule kronblade. Frugterne er ægformede bælge med nogle få, små frø.
Rodsystemet består af en dybtgående pælerod med mange, kraftige siderødder. Planten har samliv med knoldbakterier, som skaffer den tilgængeligt kvælstof.
Højde x bredde og årlig tilvækst: 0,50 x 0,50 m (50 x 50 cm/år).

## Hjemsted
Bleggul kløver hører hjemme i Nordafrika, Mellemøsten, Kaukasus og det østlige og sydvestlige Europa. Den foretrækker halvskyggede eller solåbne voksesteder med en varm, tør og kalkrig jord, som er næringsfattig. Derfor findes den mest i steppelignende bevoksninger og på tørre, græssede enge. 
Naturreservatet Fânaţul de la Glodeni dækker samlet 6 ha, der holdes slået til høslæt. Området danner østsiden af bakkedraget Glodeni, som ligger ca. 2 km fra jernbanestationen Rateş-Cuza i Vaslui amt, Rumænien. I dette lysåbne, steppeprægede område vokser arten sammen med bl.a. Achillea pannonica (en art af røllike), draphavre, fjergræs, alm. kællingetand, slangehoved, svalerod, voldtimian, asiatisk singrøn, bakkejordbær, bjergkobjælde, bjerglæbeløs, bleg kongelys, bugtet kløver, cypresvortemælk, Dianthus capitatus (en art af nellike), dusksalvie, duskhyacint, dværgkirsebær, dværgmandel, Echium russicum (en art af slangehoved), engguldstjerne, engsalvie, farvegåseurt, farvevisse, Festuca valesiaca, foderesparsette, fransk rose, grenet edderkopurt, græsbladet iris, gul hør, gul løg, gul reseda, gul skabiose, gul snerre, havemalurt, håret flitteraks, kandelaberkongelys, kinajute, knoldfladbælg, knoldet mjødurt, lav iris, liden skjaller, lille voksurt, lucerne, lægejernurt, markstenkløver, nikkende kobjælde, opret kobjælde, pilealant, prikbladet perikon, rank potentil, småblomstret salvie, sommeradonis, sommeranemone, stor knopurt, storblomstret brunelle, sværdalant, sølvpotentil, Thymus pannonicus (en art af timian), tysk poppelrose, våradonis og ædelkortlæbe
| Portal | Portal:Botanik |